# Pseudemys peninsularis
Espèce
Synonymes
- Pseudemys floridana peninsularis Carr, 1938

Statut de conservation UICN

 LC  : Préoccupation mineure
Pseudemys peninsularis est une espèce de tortue de la famille des Emydidae.

## Répartition
Cette espèce est endémique de Floride aux États-Unis.

## Publication originale
- Carr, 1938 : A new subspecies of Pseudemys floridana, with notes on the floridana complex. Copeia, vol. 1938, no 3, p. 105-109.